# Varces-Allières-et-Risset
Varces-Allières-et-Risset település Franciaországban, Isère megyében. Lakosainak száma 8314 fő (2022. január 1.). Varces-Allières-et-Risset Champagnier, Champ-sur-Drac, Claix, Lans-en-Vercors, Le Pont-de-Claix, Saint-Paul-de-Varces és Vif községekkel határos.

## Népesség
A település népessége az elmúlt években az alábbi módon változott:
| Lakosok száma | 2296 | 3576 | 4592 | 6509 | 7522 | 8266 | 8250 | 8301 | 8329 | 8314 |
|               | 1968 | 1982 | 1990 | 2006 | 2013 | 2015 | 2017 | 2019 | 2020 | 2022 |